# آنتونی مارسیال
آنتونی مارسیال (به انگلیسی: Anthony Martial) یک بازیکن فوتبال اهل فرانسه است که برای باشگاه فوتبال آ. ا. ک آتن در پست مهاجم بازی می‌کند.
او فوتبال حرفه‌ای را در لیون آغاز کرد و سپس در سال ۲۰۱۳ با قراردادی به مبلغ ۶ میلیون یورو به موناکو منتقل شد. او به مدت دو فصل در تیم موناکو عضویت داشت و در سال ۲۰۱۵ با قراردادی به مبلغ ۳۶ میلیون پوند به منچستریونایتد پیوست. این رقم در آن زمان بالاترین رکورد پرداخت به یک بازیکن زیر ۲۰ سال در تاریخ فوتبال بود. مارسیال در سال ۲۰۱۵ جایزه پسر طلایی اروپا را دریافت کرد. او در اولین فصل خود با منچستریونایتد جام حذفی را برنده شد و در فصل ۲۰۱۹–۲۰۲۰ به بالاترین تعداد گل‌های خود در یک فصل یعنی عدد ۲۳ رسید و بهترین بازیکن سال منچستریونایتد شد. در ژانویه سال ۲۰۲۲ او به مدت یک فصل به باشگاه اسپانیایی سویا قرض داده شد.
در ۲۷ مه ۲۰۲۴، مارسیال در اینستاگرام اعلام کرد که پس از ۹ سال حضور در اولدترافورد، باشگاه منچستر را ترک خواهد کرد.